# 508 Princetonia
508 Princetonia este un asteroid din centura principală, descoperit pe 20 aprilie 1903, de Raymond Dugan.